# Forez

Escudo de armas de Forez.

El Forez (en arpitano Forêz) es una antigua provincia de  Francia, que corresponde aproximadamente a la parte central del departamento de Loira y una parte del departamento de Haute-Loire. El Forez es el escenario de una obra maestra de la literatura francesa, La Astrea (L'Astrée) de Honoré d'Urfé, por eso, esta región es a veces denominada Comarca de Astrée (pays d'Astrée).

## Lista de los condes de Forez
Los orígenes del condado de Forez son oscuros.  Hay varias figuras antiguas que a veces se supone que habían sido condes de Forez. Si estos se consideran condés o no pueden afectar la numeración ofrecida para los condés posteriores.
- William (I), registrado como un condé en un documento de 925 en la Abadía de Savigny.
- William (II),registrado como un condé en un documento de 944 en la Abadía de Cluny.
- Artaud (I), presunto hermano de William (II), muerto en 960.
- Gerard (I), presunto hermano de Artaud (I), muerto en 990.

Los condes de Forez también fueron condes de Lyon en el Imperio hasta 1173, cuando el condado de Lyon pasó a los Arzobispos de Lyon.

### Casa de Forez
- Artaud I (II) (murió antes de 1010).
  - Pons (died 1011/1016), de la casa gobernante de Gévaudan, gobernó a Forez a través del matrimonio.
- Artaud II (III) (fallecido c.1017).
- Gerard (II) (murió después de 1046).
- Artaud III (IV) (fallecido 1079).
- William I (III) (1079–1097).
- William II (IV) (murió después de 1107).
- Eustace (murió en 1110/1117).
  - Guy (1107?–1115?), de la casa gobernante de Guînes, gobernó a Forez a través de su matrimonio.

El período comprendido entre 1096 y 1115 es incierto debido a la falta de fuentes.

### Casa de Albon
- Guigues I (II) (1107?–1138), hijo de Guiges-Raymond (a veces numerado como Guigues I) y de Ide-Raymond, hija de Artaud III.
- Guigues II (III) (1138–1198).
- Guigues III (IV) (1198–1203).
- Guigues IV (V) (1203–1241).
- Guigues V (VI) (1241–1259).
- Renaud (1259–1270).
- Guigues VI (VII) (1270–1279).
- Juan I (1279–1333).
- Guigues VII (VIII) (1333–1358).
- Luis (1358–1362).
- Juan II (1362–1369).
- Juana (1369–1372).
- Ana (1372–1417).

### Casa de Borbón
- Juan I (1417–1434).
- Carlos I (1434–1456).
- Juan II (1456–1488).
- Carlos II (1488).
- Pedro (1488–1503).
- Susana (1505–1521).
  - Carlos III (1505–1521), condé por matrimonio.

### Casa de Saboya
- Luisa (1521–1531).

Unido a la corona Francesa en 1531.

### Herencia
- Enrique (1566–1574), futuro Rey Enrique III.

Unido a la corona Francesa permanentemente en 1574.